# Pęzino
Pęzino (Duits: Pansin) is een plaats in het Poolse district  Stargardzki, woiwodschap West-Pommeren. De plaats maakt deel uit van de gemeente Stargard Szczeciński en telt 1 162 inwoners.

## Verkeer en vervoer
- Station Pęzino